# Lista över fornlämningar i Munkfors kommun
Lista över fornlämningar i Munkfors kommun är en förteckning av ett urval av de fornlämningar som finns i Munkfors kommun.

## Ransäter
| Namn         | Lämningstyp | Tillkomsttid | Historisk indelning | Plats | Läge                 | ID-nr          | Bild                                 |
| ------------ | ----------- | ------------ | ------------------- | ----- | -------------------- | -------------- | ------------------------------------ |
| Ransäter 207 | Fäbod       |              | Ransäter, Värmland  |       | 59.767863, 13.496660 | 12000000010379 | Ladda upp en bild av detta fornminne |